# Благовеста Карнобатлова-Добрева
Благовеста Карнобатлова-Добрева е българска оперна певица и музикална педагожка.

## Биография
През 1960 г. завършва Държавната музикална академия в класа на професор Илия Йосифов. Дебютира на сцената на Варненската опера.
През 1962 г. печели второ място на Международния студентски фестивал в Хелзинки, а година по-късно — второ място и сребърен медал на Международния конкурс за млади певци в София. Прави специализация в Милано през 1965-66 г. при оперната певица и педагожка Мерседес Льопард. Продължава да пее на варненска сцена до 1966 г., когато се присъединява към Софийската опера, където преминава по-голямата част от певческата ѝ кариера.
Най-големите роли, в които Карнобатлова се въплъщава, са Мими от „Бохеми“ на Джакомо Пучини, Джилда от „Риголето“ на Джузепе Верди, Виолета от „Травиата“ (Верди), Лиу от „Турандот“ (Пучини), Татяна от „Евгений Онегин“ на Пьотр Чайковски, Памина от „Вълшебната флейта“ на Моцарт, Лейла от „Ловци на бисери“ от Жорж Бизе. Има международни изяви в много страни по света: Италия, Франция, Австрия, Германия, Испания, Холандия, Белгия, Чехословакия, Украйна, Индия, Куба, Южна Корея, Перу, Китай, Алжир, Дания, Швейцария, Гърция и Турция. На сцената е партнирала на певци като Пласидо Доминго, Зинаида Пали, Жан Род, Гена Димитрова, Александрина Милчева, Николай Гяуров, Никола Гюзелев, Никола Николов и други.
През 1971 г. Карнобатлова започва да преподава оперно пеене в Музикалната академия; сред нейните студенти и специализанти са изпълнителите Арсений Арсов, Любомир Виденов, Людмила Хаджиева, Мартин Цонев, солист на Оперния театър в Бон, Петя Иванова — солист на операта в Марибор, Илина Михайлова, носител на Първа награда на 59-ия конкурс AS.LI.CO. за оперни певци.
Благовеста Карнобатлова-Добрева е била член на Управителния съвет на СБМТД и осем години декан на Вокалния факултет на академията. Многократно е била член на жури на международния конкурс „Чайковски“ в Москва, също и на конкурсите „Роберт Шуман“ в Цвикау и „Мария Калас“ в Атина.